# Saison cyclonique 2003 dans l'océan Atlantique nord
La Saison cyclonique 2003 dans l'océan Atlantique nord commence officiellement le 1er juin 2003 mais la première tempête tropicale, Ana, se forma dès le 20 avril 2003. La saison prit fin le 11 décembre avec la tempête tropicale Peter, soit près de deux semaines après la fin théorique du 30 novembre. Ce fut la sixième saison en termes d'activité dans le bassin Atlantique, depuis le début de la prise de statistiques, à égalité avec la saison 1936 et derrière les saisons 2005, 1995, 1933, 1887 et 1969.

## Bilan

### Description de la saison
La tempête tropicale Ana fut la première tempête tropicale de l'Atlantique de l'histoire à se former en avril. C'est également la première fois depuis 1887 que deux tempêtes tropicales, Odette et Peter, se sont formées en décembre, avant que ne se produise la saison cyclonique 2005. Les ouragans les plus significatifs ont été Fabian, Isabel et Juan dont les trois noms ont été retirés des listes futures.
Fabian frappa les Bermudes avec la force d'un ouragan de catégorie 3. C'était le premier à frapper ce pays avec une telle force depuis 1926, y causant 300 millions de dollars de dégâts (2003). Isabel atteignit la catégorie 5 et toucha terre le long la côte de la Caroline du Nord, dévastant les Outer Banks. Elle continua ensuite à l'intérieur du continent pour aller jusqu'aux Grands Lacs avant de se transformer en cyclone extratropical et causa pour 3,7 milliards $US (2003) de dommages. Juan se dirigea directement vers la Nouvelle-Écosse en septembre et laissa un long corridor de destruction d'Halifax (Nouvelle-Écosse) à l'Île-du-Prince-Édouard. C'est l'un des rares ouragans à avoir touché le Canada directement et le plus important depuis 1893.

### Noms des tempêtes 2003
La liste des noms utilisée pour nommer les tempêtes et les ouragans pour 2003 était exactement la même que celle de 1997. À la suite des dégâts importants qu'ils ont causés et selon la tradition, les noms Fabian, Isabel et Juan ont été retirés pour être remplacés par Fred, Ida et Joaquin en 2009.
Larry, Mindy, Nicholas, Odette et Peter sont utilisés pour la première fois lors de cette année 2003.
| TS | Ana  |
| DT | Deux |
| TT | Bill |

| 1  | Claudette |
| 1  | Danny     |
| DT | Six       |

| DT | Sept  |
| 1  | Erika |
| DT | Neuf  |

| 4  | Fabian |
| TT | Grace  |
| TT | Henri  |

| 5  | Isabel   |
| DT | Quatorze |
| 2  | Juan     |

| 3  | Kate  |
| TT | Larry |
| TT | Mindy |

| TT | Nicholas |
| TT | Odette   |
| TT | Peter    |

| TS | Ana  |
| DT | Deux |
| TT | Bill |

| 1  | Claudette |
| 1  | Danny     |
| DT | Six       |

| DT | Sept  |
| 1  | Erika |
| DT | Neuf  |

| 4  | Fabian |
| TT | Grace  |
| TT | Henri  |

| 5  | Isabel   |
| DT | Quatorze |
| 2  | Juan     |

| 3  | Kate  |
| TT | Larry |
| TT | Mindy |

| TT | Nicholas |
| TT | Odette   |
| TT | Peter    |

### Classification selon l'énergie des systèmes
| Valeur de ACE (104 nœuds2) | Valeur de ACE (104 nœuds2) | Valeur de ACE (104 nœuds2) | Valeur de ACE (104 nœuds2) | Valeur de ACE (104 nœuds2) | Valeur de ACE (104 nœuds2) |
| -------------------------- | -------------------------- | -------------------------- | -------------------------- | -------------------------- | -------------------------- |
| 1                          | 63,28                      | Isabel                     | 9                          | 2,76                       | Odette                     |
| 2                          | 43,16                      | Fabian                     | 10                         | 2,63                       | Ana                        |
| 3                          | 21,89                      | Kate                       | 11                         | 2,10                       | Erika                      |
| 4                          | 9,40                       | Juan                       | 12                         | 1,39                       | Bill                       |
| 5                          | 9,24                       | Claudette                  | 13                         | 1,10                       | Peter                      |
| 6                          | 7,25                       | Nicholas                   | 14                         | 0,85                       | Mindy                      |
| 7                          | 4,56                       | Danny                      | 15                         | 0,53                       | Henri                      |
| 8                          | 4,15                       | Larry                      | 16                         | 0,49                       | Grace                      |

Le tableau de droite montre l'énergie des systèmes de 2003 selon l'algorithme Énergie cumulative des cyclones tropicaux (en anglais Accumulated Cyclone Energy ou ACE) du National Weather Service qui est en gros une mesure l'énergie dégagée instantanément multipliée par sa durée de vie. Donc les ouragans comme Isabel et Fabian ont une valeur de ACE plus élevée. Isabel fut d'ailleurs un des rares systèmes à obtenir une valeur d'ACE de plus de 50 × 104 nœuds2 depuis les années 1950.

## Cyclones tropicaux

### Tempête tropicale Ana
Ana s'est formée comme un cyclone subtropical le 20 avril et commença à prendre rapidement une caractéristique tropicale car dès le 21, elle développa une centre chaud et fut classée tempête tropicale. Le 24 avril, elle redevint un cyclone extratropical et fut absorbée par un système frontal près du Portugal deux jours plus tard. C'est la seule tempête tropicale à s'être formée dans l'Atlantique en avril depuis que les statistiques en sont faites mais il est noté un autre cyclone subtropical formé en avril en 1992. Naturellement, il est possible que d'autres tempêtes du genre se soient formées antérieurement quand les moyens de détection, tels les satellites et les vols de reconnaissance, étaient moins poussés.

### Dépression tropicale Deux
La formation d'un système tropical à 1 075 km à l'est des Petites Antilles devint le 11 juin une dépression tropicale. Cependant, le fort cisaillement des vents en altitude ne lui permit pas de devenir une tempête tropicale. Ses vents maximaux ont été de 55 km/h avec une pression de seulement 1 008 hPa. C'était seulement le troisième système de ce type à se former à l'est des Petites Antilles depuis 1967.

### Tempête tropicale Bill
La tempête tropicale Bill s'est développée à partir d'une onde tropicale le 29 juin, au nord de la péninsule du Yucatán. Elle s'organisa lentement en se dirigeant vers le nord et atteignit des vents de 95 km/h puis toucha terre à 43 km à l'ouest de Chauvin, Louisiane. Bill se défit rapidement ensuite en accélérant vers le nord-est dans le flux d'altitude. L'humidité de la tempête et l'air froid derrière le front froid qui la captura produisirent 34 tornades. Bill devint une dépression des latitudes moyennes le 21 juillet.
Lors de son arrivée en Louisiane, Bill produisit une onde de tempête de force moyenne qui causa des inondations côtières. Dans une ville du nord-est de l'état, les digues furent brisées affectant plusieurs maisons. Le vent renversa plusieurs arbres rendus fragiles par le sol saturé de pluie ce qui causa des pannes électriques et des bris aux édifices,. Deux personnes se noyèrent dans les vagues en Floride. À l'intérieur des terres, des tornades produisirent des dommages modérés. En tout, Bill causa environ 50 millions $US (2003) en dommages et quatre pertes de vie.

### Ouragan Claudette
Le 7 juillet, un système devint la dépression tropicale Claudette près des Îles Sous-le-Vent. Dès le 11 juillet, elle atteignit la Péninsule du Yucatán et quelques heures plus tard retourna dans le Golfe du Mexique à Puerto Morelos. Claudette repris de la force et toucha terre une seconde fois le 15 juillet sur l'île Matagorda près de Port O'Connor au Texas.
Elle avait alors la puissance d'un ouragan de catégorie 1 avec une pression centrale de 979 hPa et des vents maximaux de 145 km/h. Elle demeura de force de tempête tropicale encore une journée, inhabituellement long pour un tel système qui perd sa source d'énergie en entrant dans les terres. Claudette fut responsable d'une mort directement lorsqu'une personne fut tuée par la chute d'un arbre. Elle causa également une vaste zone de dommages par le vent au Texas, en particulier à Goliad. Au total, les dégâts sont estimés à 180 millions de dollars (2003) au Texas mais aucun significatif au Mexique.

### Ouragan Danny
Danny s'est formé d'une onde tropicale le 16 juillet au large des Bermudes et fut nommé le 17. Les météorologistes avaient estimé qu'il ne dépasserait pas le stade de dépression tropicale mais il tourna vers le nord-est dans le flux extérieur d'un anticyclone et pris de la vigueur. Les conditions étant anormalement favorables pour un mois de juillet dans l'Atlantique, il devint un ouragan de catégorie 1 le 19 juillet avec une pression centrale de 1 000 hPa et des vents de 120 km/h. Vingt-quatre heures plus tard, il perdit de la force en atteignant des eaux plus froides et le 21 juillet, il perdit son caractère de cyclone tropical. Aucun dommage ne lui est associé et il ne toucha aucune terre.

### Dépression tropicale Six
Une dépression s'est formée à environ 1 665 km des Petites Antilles et est devenue une dépression tropicale le 19 juillet. Elle s'est déplacée vers le nord-ouest et a atteint sa profondeur maximale à 1 010 hPa donnant des vents de 55 km/h sans jamais devenir une circulation fermée. Elle s'est dissipée le 21 juillet mais la partie nord du système est devenue la dépression tropicale Sept

### Dépression tropicale Sept
À partir des restants nord de la dépression tropicale Six, une dépression s'est formée à environ 95 km à l'est de Daytona Beach, Floride et est devenue une dépression tropicale le 25 juillet. Elle s'est ensuite déplacée vers le nord-ouest, atteignant une profondeur minimale de 1 016 hPa et des vents de 55 km/h. Elle s'est formée près de la côte mais n'a jamais atteint la force de tempête tropicale avant de toucher terre en Géorgie sur l'île St. Catherines Island le 26 juillet. Elle se dissipa le 27.

### Ouragan Erika
L'ouragan Erika s'est formé à partir d'un cyclone subtropical à environ 1 600 km à l'est des Bermudes le 9 août. En approchant de la Floride le 14 août, la dépression commença à prendre des caractéristiques tropicales et forma une circulation presque fermée. En arrivant dans le Golfe du Mexique, la présence d'une circulation fermée avec une forte zone orageuse était discernable et on la classa comme tempête tropicale Erika.
La circulation des vents autour d'un anticyclone sur le sud des États-Unis la fit se déplacer rapidement vers l'ouest mais le 16 août elle ralentit tout en s'intensifiant. Erika toucha terre près de Boca San Rafael au Mexique, soit 65 km au sud de Matamoros, Tamaulipas. Une étude radar postérieure à l'événement montra que les vents maximums dans la tempête avaient atteint 120 km/h avant de toucher terre et Erika fut donc déclaré un ouragan de catégorie 1 post-mortem. Sa pression centrale miminale fut de 986 hPa.
L'ouragan Erika fut responsable de la mort de deux personnes lors des inondations importantes qu'il causa au Mexique. Des dommages mineurs par érosions des plages furent rapportés dans le sud du Texas et le toit d'une seule maison y fut endommagé pour un coût de 10 000 $US (de 2003)

### Dépression tropicale Neuf
La dépression tropicale Neuf s'est formée à partir d'une onde tropicale le 21 août à environ 255 km au sud de Puerto Rico. Elle n'atteignit que des vents de 55 km/h et une pression de 1 007 hPa avant que le cisaillement des vents en altitude la dissipe le 22 août.

### Ouragan Fabian
L'ouragan Fabian fut un ouragan capverdien issu d'une onde tropicale qui s'est formé le 25 août. Il s'est déplacé vers l'ouest-nord-ouest et atteignit des vents de 230 km/h et une pression de 939 hPa, soit la catégorie 4, avant de tourner vers le nord-ouest. Le 5 septembre, Fabian frappa les Bermudes en tant qu'ouragan de catégorie 3. Le mur de l'œil de l'ouragan passa directement sur l'île et causa des dégâts importants sans que l'œil lui-même ne touche terre. Lorsqu'il est passé au-dessus du secteur sud-est des Grands Bancs de Terre-Neuve, Fabian était un ouragan de catégorie 1 avec des vents de 130 km/h mais devint un cyclone extratropical le 8 septembre.
Fabian fut responsable de huit morts et a causé des dommages estimés à 300 millions $US (de 2003) aux Bermudes. Il fut le pire que ce pays ait connu depuis 1926. Aucune donnée n'a été enregistrée sur place dans les eaux canadiennes durant son passage, toutefois le modèle de résonance vagues de tempête du Centre canadien de prévision des ouragans conclu à des lames de hauteur de plus de 20 mètres à la limite des eaux canadiennes. Dans le secteur où les vagues étaient les plus fortes, le navire Pacific Attitude a coulé, faisant trois morts. Le nom fut retiré des listes futures à cause de ses destructions. Fred remplacera Fabian dans la liste de 2009 qui était déjà publiée.

### Tempête tropicale Grace
La tempête tropicale Grace s'est formée à partir d'une perturbation atmosphérique au-dessus du Golfe du Mexique le 30 août. Elle était mal définie ayant deux centres dont le second était plus intense et toucha terre près de San Luis Pass sur l'île de Galveston (Texas) le 31 août. Sa pression centrale minimale fut de 1 007 hPa et ses vents de 65 km/h. La tempête se défit rapidement une fois sur terre et fut absorbée par un système frontal passant dans l'est de l'Oklahoma le 2 septembre. Grace a donné des pluies abondantes le long de la côte texane mais les dommages furent mineurs, totalisant 113 000 $US (de 2003), et aucune perte de vie.

### Tempête tropicale Henri
Henri s'est formé à partir d'une onde tropicale dans le Golfe du Mexique le 5 septembre. Sous l'influence d'un creux barométrique d'altitude, la tempête s'est dirigée vers l'est. Malgré un fort cisaillement des vents avec l'altitude, les vents ont rapidement atteint 95 km/h et la pression 997 hPa. Mais les vents sont retombés de 50 km/h avant que la tempête tropicale ne touche terre près de Clearwater, Floride. Elle se dissipa le 9 septembre au large de la côte de la Caroline du Nord à cause du cisaillement important des vents. Le cyclone extratropical restant se déplaça vers le nord et entra sur terre le 12 septembre.
Henri donna jusqu’à 250 mm de pluie en Floride sans dommages importants. Ses restants ont cependant causés des inondations sur la côte du centre-est des États-Unis en donnant des quantités semblables. Au Delaware, 194 maisons furent endommagées car les pluies ont fait déborder plusieurs rivières, incluant la rivière Red Clay Creek. Les dommages se sont soldés à 19,5 millions $US (de 2003) sans pertes de vie.

### Ouragan Isabel
Une onde tropicale au large de la côte africaine devint la tempête tropicale Isabel le 6 septembre. Elle se déplaça vers l'ouest et s'intensifia pour devenir un ouragan. Dès le 11 septembre, Isabel atteignait la catégorie 5, avec des vents de 270 km/h, et le demeura durant cinq jours tout en traversant le bassin Atlantique. Le 15 septembre, Isabel approchait les Bermudes, le cisaillement vertical des vents augmenta et elle faiblit. Elle tourna également vers le nord et toucha terre le 18 septembre près de Drum Inlet en Caroline du Nord avec la force d'un ouragan de catégorie 2. à cause de son déplacement rapide, elle demeura un ouragan, malgré la friction, jusqu’à l'intérieur des terres de la Virginie.
Elle subit ensuite une transformation extratropicale et continua son chemin vers les Grands Lacs. En atteignant l'Ontario, elle fut entraînée par le flux d'altitude. Malgré sa transformation, elle demeura avec une force équivalente à une tempête tropicale jusqu’à la Baie James où une dépression des latitudes moyennes l'absorba.
L'ouragan Isabel est la tempête la plus coûteuse en vies et en argent de la saison 2003. Des dommages importants furent signalés tout au long de la côte Est américaine et jusqu’à l'intérieur de terres en Virginie-Occidentale. Environ 6 millions de personnes furent privées d'électricité dans l'est des États-Unis, les lignes électriques ayant été rompues par les vents. Les fortes accumulations de pluie s'étendirent de la Caroline du Sud au Maine et de la côte au Michigan. Le total des dommages s'éleva à environ 3,6 milliards $US (de 2003) et 16 morts sont dénombrés directement causées par la tempête dans 7 États, en plus de 35 morts indirectes dans six États américains et dans la province d'Ontario (Canada). 64 % des dommages et 68 % des morts eurent lieu en Virginie et en Caroline du Nord. Les dommages les plus spectaculaires furent signalés dans les Outer Banks où des milliers de maisons furent détruites ou endommagées. Les pires effets d'Isabel se sont cependant produits en Virginie qui déplora le plus de victimes et de pertes matérielles. Le nom Isabel fut retiré des listes futures d'ouragans à la fin de la saison.

### Dépression tropicale Quatorze
Le 8 septembre, une onde tropicale s'est détachée de l'Afrique et est devenue la dépression tropicale Quatorze à 465 km des Îles du Cap Vert. Avec des vents de 55 km/h et une pression centrale de 1 007 hPa, les météorologistes prévoyaient un développement en tempête tropicale, mais une dépression d'altitude passant dans les parages généra un cisaillement sur son flanc sud et elle se dissipa le 10 septembre.

### Ouragan Juan
Une dépression d'altitude combinée avec une onde tropicale en déplacement vers l'ouest développèrent une dépression tropicale le 24 septembre. Initialement de nature subtropicale, elle se renforça et devint une tempête tropicale le 25 septembre lorsqu'elle était à 600 km au sud-est de Bermudes. Juan pris une trajectoire vers le nord ensuite et devint un ouragan le 26 septembre avec des vents maximaux de plus de 160 km/h le 27 grâce à une température de surface de la mer plus élevée que la normale.
En passant au-dessus d’eaux plus froides, il perdit un peu d’intensité mais était toujours en catégorie 2 lorsqu'il frappât Halifax, tôt le 29 septembre, et le demeura en traversant la province. Juan commença à faiblir en arrivant sur l’Île-du-Prince-Édouard puis devint un cyclone extratropical près de l’île d'Anticosti au Québec.
Cet ouragan fit des dommages pour environ 200 millions de $US et causa la mort de 8 personnes, principalement dans la région d'Halifax. Il fut le pire ouragan que la côte-est canadienne ait connu depuis 1893

. L'ouragan de 2003 fut le dernier à porter le nom Juan, ce dernier ayant été retiré de la liste des noms comme le veut la coutume lors d'un important cyclone.

### Ouragan Kate
Une dépression s'est formée dans l'océan Atlantique le 27 septembre et a suivi une trajectoire inhabituelle, changeant souvent de direction ce qui rendit les prévisions du National Hurricane Center très aléatoires. Le système devint un ouragan et s'intensifia pour atteindre la catégorie 3 supérieure en se dirigeant vers Terre-Neuve. Sa pression centrale était de 952 hPa et ses vents de 205 km/h. L'ouragan Kate est cependant entré dans les eaux canadiennes en tant qu'ouragan de catégorie 1 et n'était plus qu'une tempête tropicale lorsqu'il est passé au-dessus des secteurs sud-est et nord des Grands Bancs le 7 octobre. L'humidité charriée par le cyclone tropical s'est conjuguée à celle d'un système frontal stationnaire au-dessus de Terre Neuve donnant au total, selon les stations de surface et les radars météorologiques sur une période de 24 heures, plus de 100 mm de pluie dans certaines régions du sud-est de la province. Arrivant à moins d'une semaine de l'Ouragan Juan, il avait fait craindre bien pire.

### Tempête tropicale Larry
Une onde tropicale se déplaçant vers l'ouest développa une faible dépression à l'est de la Péninsule du Yucatán le 27 septembre. Elle s'associa avec un front froid en se dirigeant vers l'ouest pour donner un cyclone subtropical le 30 septembre en dérivant sur les eaux chaudes de la Baie de Campêche. Ce système devint la tempête tropicale Larry le 1er octobre mais une forte crête barométrique, de la Floride et au Texas, la garda presque stationnaire. Elle prit de la force, atteignant 993 hPa et des vents de 100 km/h, avant de dériver vers l'État de Tabasco au Mexique et toucher terre près de Paraíso (Tabasco) le 6 septembre. La tempête se dissipa plus tard en journée mais les restants traversèrent jusqu’à la côte Pacifique du Mexique, causant des inondations et cinq morts.

### Tempête tropicale Mindy
Une forte onde tropicale avec une faible circulation passant sur la République dominicaine fut nommée tempête tropicale Mindy le 10 octobre. Elle se déplaça vers l'ouest-nord-ouest et donna brièvement des vents de 75 km/h avec une pression centrale de 1 002 hPa mais les conditions ne furent jamais favorables à son développement. Mindy redevint donc une dépression tropicale le 12 octobre et se dissipa le 14. Elle donna de fortes pluies à Puerto Rico et à la République dominicaine sans plus.

### Tempête tropicale Nicholas
Une onde tropicale au centre de l'océan Atlantique tropical s'est transformée en dépression tropicale le 13 octobre. Son développement fut lent à cause du cisaillement d'altitude qui retarda la convection profonde. Nicholas atteignit une pression minimale de 990 hPa et des vents de 110 km/h le 17 octobre, en faisant une tempête tropicale. Après s'être déplacée vers l'ouest-nord-ouest la majorité de sa vie, Nicholas tourna au nord et diminua d'intensité en entrant dans une zone de cisaillement plus fort. La tempête retourna ensuite vers l'ouest et repris de la vigueur temporairement avant de changer encore de cap vers le nord pour entreprendre sa transition extratropicale. Le 24 octobre, devenue un cyclone extratropical, Nichola pris un large vira vers l'ouest et se déplaça ensuite très erratiquement durant une semaine avant d'être absorbée par un autre système dépressionnaire des latitudes moyennes. Ce dernier traversa la Floride d'est en ouest, en devenant temporairement subtropical, et se dissipa sur la côte américaine du Golfe du Mexique le 5 novembre en étant de caractère extratropical. Nicholas n'eut aucun impact en tant que système tropical et la dépression extratropicale qui l'absorba ne donna que des quantités modérées de pluie, de vents et des vagues sans histoire. Si cette dernière s'était transformée en cyclone tropical, elle aurait pris le nom d'Odette mais encore une fois c'est le cisaillement d'altitude qui l'en a empêchée.

### Tempête tropicale Odette
Odette fut une des rares tempêtes tropicales de décembre, la première depuis l'ouragan Lili en 1984. Le 4 décembre, quelques jours après la fin officielle de la saison, elle se forma au large des Antilles et toucha terre à Cabo Falso en République dominicaine le 6 décembre. Sa pression minimale fut de 993 hPa et ses vents de 95 km/h. Une journée plus tard, Odette est devenue extratropicale et fut absorbée plus tard par un front froid. Huit morts lui sont attribués par coulées de boue et crues subites dues à ses pluies en République, en plus de deux morts indirectes et la perte de 35 % de la récolte de bananes. Aucune victime ne lui est attribuable à Haïti et peu de dégâts.

### Tempête tropicale Peter
La dernière tempête de la saison s'est formée le 7 décembre comme cyclone subtropical lorsqu'une forte dépression extratropicale a développé des caractéristiques tropicales. Le 9 décembre, Peter est devenu une forte tempête tropicale, atteignant presque le niveau d'ouragan mais son organisation orageuse ne persista pas. Elle redevint rapidement un cyclone extratropical le 11 décembre avant d'être absorbée par un front froid. Aucun mort ni dommage ne lui est associé.
Peter marque la première fois depuis 1887 que deux tempêtes tropicales se produisaient dans l'Atlantique nord en décembre et la seconde fois que le P est utilisé pour nommer un tel système depuis le début d'utilisation des noms en 1950. La première étant la tempête tropicale Pablo en 1995 mais la saison 2005 verra le premier ouragan commençant par un P, soit l'ouragan Philippe.

## Chronologie des événements
* Ces noms ont été retirés de la liste de l'Organisation météorologique mondiale.